# ADO Den Haag
ADO Den Haag is een Nederlandse betaaldvoetbalclub uit Den Haag, die op 1 februari 1905 werd opgericht. De thuisbasis is het WerkTalent Stadion dat plaats biedt aan 15.000 toeschouwers. De club won tweemaal het landskampioenschap en tweemaal de KNVB Beker.
De clubkleuren van ADO Den Haag zijn geel en groen. Dit geldt ook voor het logo. Centraal hierin staat de ooievaar, de vogel die ook het symbool van de stad Den Haag is.

## Geschiedenis

### Beginjaren
ADO is een acroniem dat staat voor Alles Door Oefening. De vereniging Alles Door Oefening werd op 1 februari 1905 opgericht in café Het Hof van Berlijn aan de Haagse Papestraat. In dit pand huist tegenwoordig Muziekcafé De Paap. De jaren na de oprichting waren voor de club bijzonder moeilijk. Veel leden betaalden hun contributie niet en daardoor was er soms niet eens sprake van voetbal. ADO kwam eerst uit in de competities van de Haagsche Voetbal Bond en pas in 1912 volgde promotie naar de derde klasse van de Nederlandsche Voetbal Bond, de voorloper van de KNVB. In 1914 werd het kampioen in die klasse.

### Zuiderpark
Nadat de club haar intrek in het Zuiderpark had genomen groeide de vereniging en probeerde de club het eersteklasserschap - destijds de hoogste voetbalklasse in Nederland - te bereiken. Dat lukte in 1926 na een promotiecompetitie met het Delftse DHC en het Leidse ASC. Direct daarop stelde ADO een Engelse trainer aan in de persoon van John Donaghy. In de loop van de crisisjaren bleef de club een merendeels onopvallende eersteklasser, soms werd degradatie maar net ontlopen. Dé speler, en later trainer, die in die tijd het beeld van de club bepaalde, was Wim Tap. Als aanvoerder en invloedrijk bestuurslid bouwde Tap aan het roemruchte ADO van de oorlogsjaren. Zo greep het aan het eind van het seizoen 1938-1939 net naast de afdelingstitel door in maart 1939 in Amsterdam van DWS te verliezen. In dat jaar werden de contouren van ADO's kampioensteam al wel zichtbaar.

### Kampioensjaren
In mei 1940 eindigde de voetbalcompetitie in een bezet Nederland. De als 'noodcompetitie' bestempelde reeks wedstrijden eindigde voor ADO teleurstellend met weer een gemiste afdelingstitel. Nu was het eveneens Amsterdamse Blauw Wit te sterk. Mede doordat enkele eerste-elftalspelers opgeroepen en gemobiliseerd waren voor de oorlog. In het seizoen 1940/41 werd er 'gewoon' gevoetbald. Er waren wel beperkingen, maar deze waren voor het voetbal nog niet hinderlijk. Zo moest op last van de bezetter voor ieder evenement waar meer dan duizend personen werden verwacht, vergunning worden gevraagd. Dus ook voor de reeks beslissingswedstrijden die ADO met DHC uitvocht om de afdelingstitel in 1941. Na een 1-1 gelijkspel in de eerste wedstrijd op Spangen werd de tweede wedstrijd in de Rotterdamse Kuip gespeeld. Vijfenzestigduizend toeschouwers zagen ADO met een 3-1 overwinning de afdelingstitel pakken. De daaropvolgende landskampioenscompetitie moest ADO uitkomen tegen VSV uit Velsen, Be Quick uit Haren, PSV uit Eindhoven en Heracles uit Almelo. Heracles werd dat jaar echter gekroond tot landskampioen.
In het seizoen 1941/42 klopte wel alles. Ondanks de steeds moeilijker wordende oorlogstijd slaagde ADO er in een soort onoverwinnelijkheid te demonstreren. Vele wedstrijden in de afdelingscompetitie werden met hoge cijfers gewonnen: 4-1 tegen DOS, 5-0 tegen EDO, 5-1 tegen Stormvogels, 3-0 tegen Feijenoord en 4-3 tegen het Haagse VUC. De landskampioenscompetitie gaat in 1942 tegen Heerenveen, AGOVV, Eindhoven en Blauw Wit. In het laatste thuisduel pakt ADO de landstitel door een 5-2-overwinning op AGOVV. Voor ADO scoorden rechtsbuiten Gerrie Vreken en de broers Joop en Piet Eversteyn.
Het seizoen daarop werd ADO wederom afdelingskampioen. Een beslissingswedstrijd tegen het Schiedamse Hermes DVS was nodig om dit te bepalen. Deze wedstrijd werd in de Kuip gespeeld. ADO won met 2-1 voor meer dan vijftigduizend toeschouwers. De kampioenscompetitie in 1943 werd onder meer gestreden met Heerenveen, Feijenoord en Enschede. Memorabel was de 8-2-overwinning op Abe Lenstra's Heerenveen en de 3-1 uitoverwinning op Feijenoord. ADO werd voor de tweede keer landskampioen in de met 1-0 gewonnen thuiswedstrijd tegen Enschede, door een doelpunt van alweer Gerrie Vreken. Het jaar nadien werd ADO slechts zesde in de competitie en eindigde ADO's korte dominantie van het Nederlands voetbal.

### Oorlogsjaren
In de oorlogsjaren ontstaat er onrust bij ADO doordat zij de bijnaam 'NSB-club' krijgt. Als een van de oorzaken kan het plaatsen van een foto in een krant worden genoemd. Op het eerste kampioensfeest van ADO staan enkele spelers met een gebalde vuist te zwaaien op het moment dat de geplaatste foto werd genomen. Dit wordt door de Duitsers geïnterpreteerd als een 'communistische groet' en men dreigde de club met opheffing, ontbinding en schorsing. ADO kon dit voorkomen door een wedstrijd te spelen in het kader van de, op nationaalsocialistische leest geschoeide, Winterhulp tegen HBS. De club probeerde op slinkse wijze het publiek niet naar de wedstrijd te laten komen, maar de populariteit van beide clubs bracht nog 2800 gulden op. De door de bezetter aangestuurde pers benaderde de wedstrijd echter in termen als ‘ADO neemt initiatief tot wedstrijd voor Winterhulp’. Tijdens de wedstrijd was er een grote schare NSB'ers in uniform aanwezig. Een tweede incident was het feit dat de toenmalige voorzitter en secretaris van ADO NSB-sympathieën hadden. Een derde dat een van ADO's meest prominente voetballers, Gerrit Vreken, openlijk zijn NSB-sympathie uitte. De club kon echter niets tegen Vreken ondernemen want de bezetter zou het verhinderen of ADO vermoedelijk hard straffen. In publicaties van Frits Barend en Henk van Dorp in Vrij Nederland (1979) en sportjournalist Hugo Borst (2005) werd de club als geheel gezuiverd van de NSB-blaam.

### Profvoetbal
Net als vele andere clubs overkwam het ADO ook dat enkele zeer getalenteerde spelers begin jaren vijftig als voetbalprof in het buitenland gingen spelen. Zo raakte de club Theo Timmermans aan Nîmes Olympique kwijt, Bram Appel aan Stade de Reims en Toon Bauman aan Nantes. ADO werd een van de clubs die het profvoetbal in Nederland ondersteunde. Voorzitter Toon Martens was een van de drijvende krachten: mede met enkele anderen stelde hij de KNVB een ultimatum het betaalde voetbal in Nederland in te voeren. Ná de introductie van het betaald voetbal plaatste ADO zich niet direct voor de gevormde eredivisie maar speelde een seizoen in de Eerste Divisie A waar zij in 1957 kampioen van werd. Het daaropvolgende seizoen was succesvol. Zo bereikte men de vijfde plaats op het hoogste niveau en werden grootmachten als Ajax en Feyenoord in het Zuiderpark met klinkende cijfers verslagen (6-3, 3-1). In 1959 verloor ADO in de finale van de KNVB Beker met 4-1 van VVV-Venlo.

### Ernst Happel
Zonder het direct te beseffen, was het aantreden van de Oostenrijker Ernst Happel in de zomer van 1962 een beslissing die voor de club verstrekkende gevolgen zou hebben. Happels aanpak pakte uitstekend uit bij een elftal dat voor een groot gedeelte bestond uit Haagse straatschoffies. Na een stroef begin eindigde het elftal in 1965 op de derde plaats in de eredivisie. Enkele schoffies uit die tijd waren Harrie Heijnen, Piet de Zoete, Theo van der Burch, Aad Mansveld en doelman Ton Thie. ADO mocht voor het eerst aan een internationaal toernooi meedoen: de International Football Cup. Dit succes herhaalde zich in 1966. De club haalde de halve finale waarin het verloor van FK Inter Bratislava. Als San Francisco Golden Gate Gales nam Den Haag in 1967 deel aan de United Soccer Association in de Verenigde Staten. Onder Happel haalde ADO in de jaren zestig viermaal de finale van de KNVB Beker. In 1963 (tegen Willem II), 1964 (tegen Fortuna '54) en 1966 (tegen Sparta) gingen deze verloren, maar in juni 1968 werd van landskampioen Ajax gewonnen. In het Zuiderpark werd het 2-1. Het daaropvolgende Europa Cup II-debuut eindigde in de tweede ronde met verlies tegen 1. FC Köln. In 1969 vertrok Happel naar Feyenoord en volgde de Tsjech Václav Ježek hem op. In 1971 werd ADO onder zijn leiding bijna kampioen van Nederland. Het team van Happel, aangevuld met de talenten Dick Advocaat, Harald Berg, Harry Hestad en Lex Schoenmaker eindigde uiteindelijk als derde na zeventien wedstrijden ongeslagen te zijn geweest aan het begin van de competitie, met een doelsaldo van +35 (62-27), de beste prestatie ooit van ADO in de Eredivisie.

### Fusiejaren
ADO Den Haag is de voortzetting van FC Den Haag dat op 1 juli 1971 ontstond uit een fusie van de voetbalclubs ADO uit Den Haag en het Scheveningse Holland Sport. FC Den Haag veranderde het thuistenue in geheel groen met rode broek. Een politiek machtsspel, de weigering van de gemeente het Houtrust-stadion van Holland Sport te renoveren, een tekort aan geld, torenhoge maar ongefundeerde ambities, vele emoties en harde confrontaties in vergaderzalen en via de pers; allemaal redenen en drijfveren voor de ongewenste en toch doorgezette fusie van ADO met Holland Sport. Twee clubs met twee verschillende soorten aanhang en cultuur (één Haags, de ander Schevenings) werden gedwongen samen te gaan. De gemeente Den Haag beloofde met veel subsidiegeld de wonden te zullen helen, waarna de nieuwe club wonderen moest kunnen verrichten op Europees niveau. De fusie met Holland Sport leverde die emoties op én de verwachting van (inter)nationale successen. In afwachting daarvan werd de Noordtribune verhoogd en overkapt.
Na die tijd was er een team dat kortstondig furore maakte - alhoewel niet zó hoog als men in gedachten had - en dit bestond uit spelers die tussen 1995 en 2008 in het trainersvak internationaal carrière maken: Dick Advocaat, Martin Jol en in iets mindere mate Lex Schoenmaker. Daarboven stond de vereenzelviging van ‘Haagse bluf’ in de persoon van Aad Mansveld. Enkele goede aankopen in de personen van bijvoorbeeld Dojo Perazić completeerden FC Den Haag. FC Den Haag eindigde twee keer op rij vijfde, en speelde twee keer op rij Europees voetbal in de seizoenen 1971/72 en 1972/73. De trouwe Scheveningse aanhang van Holland Sport bleek na enkele jaren echter grotendeels te hebben afgehaakt.
In het seizoen 1971/72 werd de vijfde plaats op een overtuigende wijze behaald met 59 goals voor en 33 goals tegen, een doelsaldo van +26, de beste prestatie ooit van FC Den Haag in de eredivisie. Dit was evenwel toch iets minder goed dan de beste prestatie van ADO voorheen, dat in het seizoen 1970/71 een derde plaats realiseerde, met een doelsaldo van +35. Eigen kweek in de vorm van de buffelaars Rob Ouwehand, Aad Kila, Simon van Vliet en Joop Korevaar, de grillige, zeer technische, snelle aanvaller Tscheu La Ling en Henk van Leeuwen in de spits maakte een goed team.
Na een terugval in de eredivisie in de seizoenen 1973/74 en 1974/75 met een respectievelijke dertiende en tiende plaats, won FC Den Haag aan het eind van het seizoen 1974/75 de KNVB Beker in Rotterdam door een 1-0 zege op FC Twente. Het daaropvolgende seizoen 1975/76 behaalde de club grote successen in de eredivisie (met een zesde plaats met 65 goals vóór en 51 goals tegen, doelsaldo +14) en in het Europa Cup II toernooi, waarin de kwartfinales werden bereikt. Zo werd onder meer het Noord-Franse RC Lens uitgeschakeld, middels een 3-2 thuiszege en een 1-3 uitzege. Een thuiswedstrijd tegen West Ham United eindigde in 4-2 winst in maart 1976. In Londen werd twee weken later met 3-1 verloren, waarbij een goal van Van Leeuwen werd afgekeurd en de FC uit het toernooi verdween.
Dát seizoen 1975/76 bleek de climax van alle jaren daarvoor; erna ging het met FC Den Haag bergafwaarts, eerst langzaam tussen de vier seizoenen 1976/77 en 1979/80, waarin de club nog redelijk presteerde als middenmoter, met als doelsaldi +8, -12, -12 en -5. Het seizoen 1976/77 was het laatste seizoen dat FC Den Haag meer goals scoorde (50) dan het tegen kreeg (42). In deze periode speelden onder meer Hans Galjé, Romeo Zondervan, André Wetzel en de jonge, hardwerkende en populaire Noorse middenvelder Roger Albertsen voor het team. In de seizoenen 1980/81 en 1981/82 ging het onder trainer Martin van Vianen pijlsnel achteruit met de club. FC Den Haag eindigde respectievelijk als veertiende en zeventiende van de achttien eredivisieclubs met als zeer slechte doelcijfers respectievelijk (53-79, -26) en (29-82, -53), met als gevolg degradatie uit de eredivisie.
In het begin van het seizoen 1982/83 voerde trainer Cor van der Hart een rigoureuze verjonging door, de gemiddelde leeftijd van de selectie daalde naar 20,0 jaar, iets wat door geen enkele andere club dat seizoen werd geëvenaard. FC Den Haag had in dat seizoen onder meer Guido Pen, Arie van der Zwan, Mark Wotte, Edwin Purvis, Alfons Groenendijk, Bram Rontberg, Ron de Roode en Karel Bouwens in de gelederen. In de eerste divisie eindigde FC Den Haag als zesde.

### Het tijdperk Dé Stoop
Onder de in 1983 aangetreden trainer Rob Baan en de in 1984 aangetreden voorzitter Dé Stoop kwam de landelijke aandacht voor FC Den Haag terug. De kleurrijke voorzitter Stoop, Amsterdammer, eigenaar van de Starlift-fabrieken en eerder KNVB-bestuurder en voorzitter van FC Amsterdam kritiseerde openlijk en luidruchtig het vertoonde spel en daarmee de trainer. Seizoen 1983-1984 eindigde teleurstellend met een zevende plaats in de Eerste Divisie, ondanks de twintig goals van de Engelse spits en publiekslieveling John Linford. In het seizoen 1984/85 begon keeper René Stam zijn twaalfjarige carrière in Den Haag en kwam spits Huub Smeets op huurbasis van MVV. Halverwege het seizoen haalde Stoop bovendien de verloren zoon Martin Jol op huurbasis terug naar het Zuiderpark. De inbreng van Jol en Smeets (18 goals) werd meteen duidelijk; de club werd vierde en haalde de nacompetitie. Na een sterke start met 2 zeges werd vervolgens 4 maal verloren. De schorsing van Jol na een elleboogstoot op John Trentelman van De Graafschap bleek noodlottig en FC Den Haag eindigde als 3de in de nacompetitie. Stoop reageerde met het definitief contracteren van Martin Jol en het aantrekken van de robuuste keeper Jan Nederburgh, de ervaren middenvelder Heini Otto en spits Remco Boere. Bovendien debuteerde in dat seizoen de talentvolle Frans Danen. De club keerde terug in de eredivisie door in het seizoen 1985/86 ongeslagen kampioen te worden van de eerste divisie. Jol werd verkozen tot beste speler van de Eerste Divisie en verdediger Joop Lankhaar en aanvaller Ron de Roode speelden zich in de kijker. Rob Baan koos voor Roda JC en werd vervangen door Stoops oude vriend Pim van de Meent, ex FC Amsterdam. Het eerste elftal werd voor het nieuwe seizoen versterkt met onder anderen de Engelse aanvaller en Europacup-I winnaar Tony Morley, Ron de Vos van Steenwijk en vooral de bikkelharde middenvelder Cor Lems. In zijn nadagen keerde ook Tsjeu La Ling in januari 1987 terug. De pas dertigjarige ex-international zou tien wedstrijden spelen maar niet tot scoren komen. De media maakten zich intussen het meeste zorgen over de terugkeer van de fanatieke Haagse supporters in de Eredivisie. Op 1 maart 1987, tijdens FC Den Haag - Ajax (0-2), vonden voor 22.000 toeschouwers de ernstigste supportersrellen sinds jaren plaats, die de geschiedenis in zouden gaan als de slag om het Zuiderpark. Scheidsrechter Van Ettekoven legde de wedstrijd stil waarna de mobiele eenheid het vak midden-noord ging schoonvegen, met tientallen gewonden als gevolg. FC Den Haag werd bestraft met een wedstrijd zonder publiek.
Datzelfde seizoen 1986/87 werd de finale van het KNVB bekertoernooi bereikt, waarin Den Haag met 2-4 opnieuw verloor van Ajax. Als verliezend bekerfinalist speelde Den Haag het komende seizoen wel in de Europacup II. In het seizoen 1987/88 degradeerde het team terug naar de eerste divisie en Stoop trad af als voorzitter. Lichtpuntje in 1987 was de verkiezing van Joop Lankhaar voor het Nederlands Elftal, als eerste FC Den Haag speler sinds Henk van Leeuwen. In 1988 kwam Co Adriaanse als nieuwe hoofdtrainer naar het Zuiderpark met als assistent René Notten. Hij introduceerde zijn aanvallende kerstboomsysteem (4-3-2-1) en had succes met het aantrekken van talentvolle amateurs. Zo haalde hij Marcel Valk, Harry van der Laan, Pablo Plak, Edwin Post (de Haagse pitbull) en Emiel van Eijkeren. Een seizoen later promoveerde de club alweer terug naar het hoogste niveau, door als tweede te eindigen in de eerste divisie. In 1989/90 werd de club nog tiende van de achttien clubs in de Eredivisie. In het seizoen 1991-1992 degradeerde FC Den Haag echter, waarna elf seizoenen eerstedivisievoetbal volgden.

### Verhuizing
Na deze elf seizoenen keerde de club in 2003 terug op het hoogste niveau als kampioen van de eerste divisie. Na een slechte start van het seizoen stapte trainer Rinus Israël op en nam Lex Schoenmaker zijn taken als hoofdtrainer over. Mede door in de winterstop de nodige spelers aan te trekken wist de club zich rechtstreeks te handhaven in de eredivisie. Tegelijkertijd was de club druk bezig met het realiseren van een nieuw stadion, wat ervoor moest zorgen dat het een stabiele eredivisieclub zou worden. In het laatste seizoen dat werd gespeeld in het Zuiderpark was het doel duidelijk: handhaven. Onder leiding van Frans Adelaar, die in 2004 al was aangesteld als hoofdtrainer, bleven de resultaten echter uit. Schoenmaker maakte het seizoen af als hoofdtrainer van de club, maar dat mocht niet meer baten. De club degradeerde in 2006/07 en nam in mineur afscheid van het Zuiderpark in Den Haag-Zuid.
Wiljan Vloet werd aangesteld als de nieuwe hoofdtrainer van de club. De verwachtingen waren van tevoren hooggespannen. ADO was dé kampioenskandidaat van dat seizoen tijdens zijn eerste jaar in het ADO Den Haag Stadion, in het Forepark nabij Leidschenveen, aan de (Noord)oost-zijde van Den Haag. Er werden zoveel mogelijk eredivisiewaardige spelers behouden, maar de ploeg kon de verwachting nimmer waarmaken in 2007/08. Het stadion zat vaak voor nog geen twintig procent vol en de club kampte met financiële problemen en dreigde failliet te gaan. Dankzij interventie van zakenman Mark van der Kallen werd de club gered en werd het seizoen afgesloten met een zesde plaats. In de nacompetitie steeg de ploeg boven zichzelf uit, versloeg het RKC Waalwijk, en promoveerde het na één seizoen in de eerste divisie weer naar de elite. In het seizoen 2008/09 werd André Wetzel de nieuwe trainer en technisch directeur. De start was sensationeel, na twee wedstrijden is ADO Den Haag koploper in de eredivisie. Uiteindelijk moest de club weer strijden tegen degradatie, Wetzel liet enkele weken voor het einde van het seizoen zijn functie als trainer vallen en werd opgevolgd door Raymond Atteveld. Onder leiding van Atteveld verzamelde ADO in de laatste wedstrijden voldoende punten om zich rechtstreeks veilig te spelen. Een seizoen later werd Wetzel ontslagen als technisch directeur na een ruzie met de andere directieleden en ook Atteveld maakte het seizoen niet af. Onder leiding van interim hoofdtrainer Maurice Steijn bleef ADO Den Haag uiteindelijk in de eredivisie.

### Europa in
In het seizoen 2010/11 werd John van den Brom aangesteld als trainer. Onder zijn leiding beleefde ADO Den Haag de beste eerste competitiehelft sinds 1972, met als hoogtepunten de dubbele overwinning op aartsrivaal Ajax en een zege bij PSV, de eerste overwinning voor ADO Den Haag op PSV in Eindhoven sinds 16 oktober 1971. Destijds eindigde PSV - FC Den Haag in 0-1. Het goede spel sloeg aan in de Haagse regio, waardoor het stadion negen keer op rij werd uitverkocht, een unicum sinds de verhuizing. De club bereikte de play-offs die het winnend afsloot waardoor het zich plaatste voor de Europa League.
Na 23 jaar speelde ADO in het nieuwe seizoen 2011/12 weer eens Europees voetbal. Steijn werd gepromoveerd tot hoofdtrainer nadat Van den Brom naar Vitesse was vertrokken. De club speelde wedstrijden tegen het Litouwse FK Tauras Tauragė en het Cypriotische Omonia Nicosia. Op het eiland in de Middellandse Zee verloor ADO met 3-0, terwijl ze thuis nog wisten te winnen met 1-0, maar dat was niet voldoende voor het bereiken van de volgende ronde. Door het vertrek van bepalende spelers als Dmitri Boelykin, František Kubík, Timothy Derijck en Wesley Verhoek eindigde de club maar net boven de degradatiezone op een vijftiende plaats.

### Chinese investeerder
Op 24 juni 2014 werd bekend dat het Chinese bedrijf United Vansen de nieuwe grootaandeelhouder van de club was geworden. Daarmee werd de club pas de tweede Nederlandse profvoetbalclub ooit met een buitenlandse eigenaar, na Vitesse. In een interview verklaarde United Vansen dat het zowel op financieel, organisatorisch als op sportief vlak fors wilde investeren.
Daarop volgde een periode waarin ADO Den Haag herhaaldelijk moest melden dat de afgesproken betalingen weer waren uitgesteld en er twijfels ontstonden of de overname überhaupt wel door zou gaan. In januari 2015 kreeg de club het geld toch binnen. Het probleem met achterstallige betalingen bleef zich echter voordoen. Volgens eigenaar Wang was dit echter veroorzaakt door "culturele misverstanden" en was er geen reden tot ongerustheid. Een oplossing was er begin 2016 nog niet. Liu Jian Hong stapte later op. Bij de aandeelhoudersvergadering werd duidelijk dat Hong geen deel meer uitmaakte van de raad van commissarissen van ADO Den Haag. Hij liet echter weten dat de club eerst zelf in de organisatie moest kijken om tekorten weg te werken. Verdere problemen met achterstallige betalingen leidden tot het vertrek van Martin Jol en Wim Deetman uit de Raad van Commissarissen en een tijdelijke schorsing van Wang als voorzitter van de commissie. De gemeente Den Haag trok het 'prioriteitsaandeel' in, dat zij tot dan toe in de voetbalclub had gehad. In juni 2017 werd bekend dat eigenaar Wang definitief zou gaan vertrekken uit de RvC.
De problemen met niet nagekomen betalingen en afspraken hadden ook hun effect op de prestaties van het elftal en de bestuurlijke stabiliteit van de club. Lange tijd wist de club de touwtjes aan elkaar te knopen, maar in het seizoen 2020/21 barstte de bom. Algemeen directeur Mohammed Hamdi spande de club een kort geding aan tegen de Chinese eigenaar om een betaling van twee miljoen euro te forceren. Zijn voorganger Mattijs Manders probeerde enkele jaren eerder, in 2016, al hetzelfde te realiseren. De rechtbank besloot in het voordeel van de club waardoor de eigenaar twee miljoen euro moest betalen. De onrust op bestuurlijk niveau was ook zichtbaar op het veld. Martin Jol, die was aangesteld als technisch manager, haalde ervaren spelers als Daryl Janmaat, Gianni Zuiverloon, Marko Vejinović, John Goossens en Michiel Kramer om handhaving te bewerkstelligen. Door teleurstellende resultaten moest hoofdtrainer Aleksandar Ranković het veld ruimen en werd Ruud Brood aangesteld als zijn opvolger. Lange tijd bleef de ploeg afstevenen op directe degradatie naar de eerste divisie, maar goede resultaten tegen Feyenoord (3-2) en PEC Zwolle (1-0) bracht nieuwe hoop. Op de een-na-laatste speeldag werd er echter verloren van directe concurrent Willem II (4-1) waardoor de club, samen met VVV-Venlo degradeerde naar het tweede niveau.
Ondertussen stapte algemeen directeur Hamdi op en moest het interim bestuur van de club op zoek naar een nieuwe eigenaar, maar de Chinese eigenaar zat de club weer eens dwars. Dit deed de club besluiten om een WHOA-procedure tegen de eigenaar te starten. Hierdoor werd een Amerikaanse overname in de wacht gezet. Eind mei 2021 leek er dan toch goed nieuws te komen, de Chinese eigenaar United Vansen maakte op 26 mei bekend de verkoop van de club bijna te hebben afgerond. Een dag eerder werd al bekend dat het zou gaan om een groep Haagse investeerders rondom Martin Jol.

### Amerikaanse overname
Op 25 februari 2022 werd bekend dat ADO Den Haag in Amerikaanse handen komt. De aandelen kwamen die dag in handen van Bolt ADO Den Haag Holding LLC.

## Erelijst
| Competitie                    | Competitie             | Aantal | Jaren             |
| ----------------------------- | ---------------------- | ------ | ----------------- |
| Nationaal                     |                        |        |                   |
| Nederlands landskampioenschap | Winnaar                | 2×     | 1942, 1943        |
| KNVB Beker                    | Winnaar                | 2×     | 1968, 1975        |
| Eerste divisie                | Kampioen               | 3×     | 1957, 1986*, 2003 |
| Eerste divisie                | Promotie via Play offs | 2x     | 1989, 2008        |
| Zilveren Bal                  | Winnaar                | 3×     | 1936, 1938, 1953  |

## Clubcultuur

### Supporters

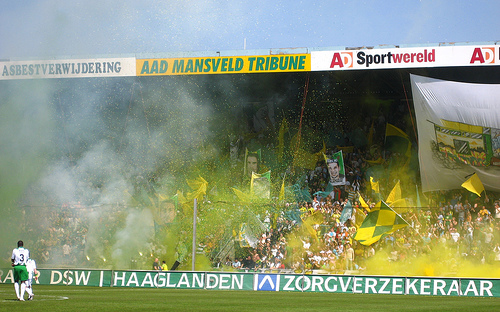
De supporters van FC Den Haag

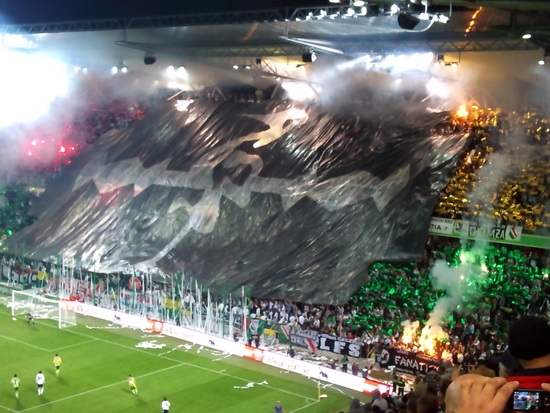
Tifoactie bij Legia Warschau vs ADO Den Haag

De Haagse harde kern, de North Side, ook wel Midden Noord genoemd, zat op de lange zijde (Aad Mansveldtribune) van het Zuiderpark (het oude ADO stadion Zuiderpark). In de jaren tachtig waren er problemen met de Haagse harde kern. Door een aantal voorvallen zoals rellen, bommen en spreekkoren heeft de Haagse supportersschare een slechte naam bij de buitenwereld gekregen. In het seizoen 2004/2005 kreeg de club een boete voor spreekkoren. Bekend is het zogenaamd Haags Kwartiertje, een periode laat in de tweede helft van thuiswedstrijden waarin ADO Den Haag, opgezweept door een schreeuwend en zingend publiek, probeert terug te komen vanuit een achterstand of het winnende doelpunt te scoren bij een gelijke stand.

#### Vriendschapsbanden
ADO-supporters hebben een sterke band met Swansea City (Wales), Legia Warschau (Polen) en Juventus FC (Italië). Bij wedstrijden van de genoemde clubs hangen vlaggen van ADO Den Haag.

#### Benefietwedstrijd
Op 10 oktober 2010 proeft ADO Den Haag aan Europees voetbal in de Poolse hoofdstad Warschau. ADO Den Haag verloor die avond in Polen met 1-0 een benefietduel met Legia Warschau, waarmee de club een vriendschapsband heeft. De opbrengst van de wedstrijd zou gaan naar de zieke supporter Wojtek Wisiński.
De vriendschapsband tussen ADO Den Haag en Legia Warschau blijkt ook uit de fanshop van de Poolse club. Daar, tussen al het materiaal van Legia, kan men “gewoon” groengele sjaaltjes aanschaffen van ADO Den Haag. Rond het stadion van Legia Warschau drinken fans van beide clubs gezamenlijk een drankje en zingen ze uit volle borst zij aan zij.
Als Wojtek Wisiński bijna dertig jaar geleden geen reactie had gekregen op de brief die hij stuurde naar het weekblad Voetbal International, was dit allemaal niet gebeurd. De Pool, prominent lid van Sekcja Sympatykow, de fanatieke supportersschare van Legia, is in de jaren tachtig namelijk benieuwd naar die Haagse club daar voorbij het IJzeren Gordijn.
Wisinski, een legende onder de Legia-fans, lijdt aan sarcoïdose en moet een dure operatie ondergaan in Amerika. De supportersschare van Legia opperde het idee een benefietwedstrijd voor hem te organiseren. Spelers, begeleiding en bestuur van ADO, alles zal geregeld en betaald worden, door de Poolse fans welteverstaan. „Daar sta je eerst een beetje van te kijken, maar al snel hadden we in de gaten dat dit heel serieus was," vertelt directievoorzitter Dick Vierling. John van den Brom omarmde het initiatief onmiddellijk. „Een heel bijzonder uitje met een wedstrijd erbij. Dat het initiatief van de supporters komt, maakt de trip alleen maar unieker," zegt de trainer. Dit is meer dan voetbal. Een andere omgeving, ontspanning, cultuur opsnuiven. Dit verstevigt de band met de supporters, want we doen het bij ADO toch met z'n allen. En kijk eens hoeveel fans er zijn:' In de dagen voor de wedstrijd kleurt de binnenstad van Warschau groengeel. Zo'n vijfhonderd ADO-fans hebben het vliegtuig naar Polen genomen.

### Tenue
De oorspronkelijk clubkleuren zijn groen, rood en wit. Door de jaren heen zijn er vele variaties geweest. In de jaren vijftig speelde ADO met witte broek en rood shirt waarop een smalle groene 'V' was aangebracht. Gedurende de jaren zestig droeg men een rood shirt met verticale groene baan. De broek daarbij was wit en de kousen vaak zwart.

### Clublied
Het lied O, o, Den Haag van Harrie Jekkers (Harry Klorkestein) is niet speciaal voor ADO Den Haag geschreven, maar is wel het lied dat vaak in het Bingoal Stadion te horen is. In het lied wordt aan ADO en enkele oud-spelers gerefereerd. Het refrein van dit nummer, voorzien van een beat, dient als goaltune voor de club.
Op 4 april 2007 werd het oude clublied van ADO door een ADO-koor bestaande uit een aantal bestuursleden, ledenraadsleden, leden van verdienste en leden ingezongen en op cd uitgebracht. Sindsdien is ook dit lied, genaamd 'ADO, zet in uw krachten', bij elke thuiswedstrijd in het stadion te horen.
In het seizoen 2010/11 was het Wesley Verhoek die de single 'Groen Geel Hart' van John Medley introduceerde bij de selectie van ADO Den Haag. In polonaise kwamen de spelers van ADO Den Haag zaterdag 05-02-2011 bij het Philips Stadion aan, en in polonaise liepen ze na de gewonnen wedstrijd tegen PSV (0-1) het stadion ook weer uit Volgens Verhoek had ADO de zege te danken aan deze cover van de Haagse volkszanger John Medley.

### Mascotte

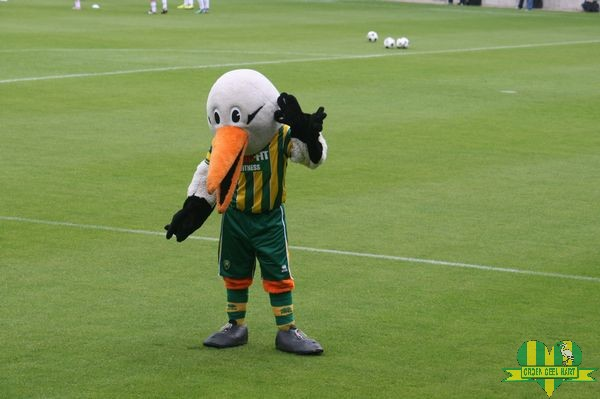
Storky

De mascotte van ADO Den Haag is Storky, een levensgrote ooievaar. Zijn naam is afgeleid van de Engelse vertaling van ooievaar, ‘stork’. Storky is bij alle thuiswedstrijden aanwezig om de sfeer op een hoogtepunt te krijgen in het Bingoal Stadion. Tevens is Storky bij alle activiteiten aanwezig die betrekking hebben op de ADO-kidsclub, die de club in 2005 in het leven heeft geroepen. Sinds de oprichting van het ADO Den Haag vrouwenelftal is er ook een vrouwelijke mascotte, genaamd Stricky.

## Stadion

### Het Zuiderparkstadion

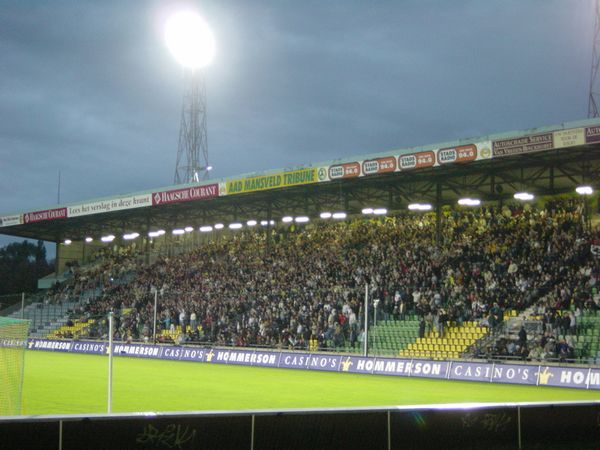
Noordtribune

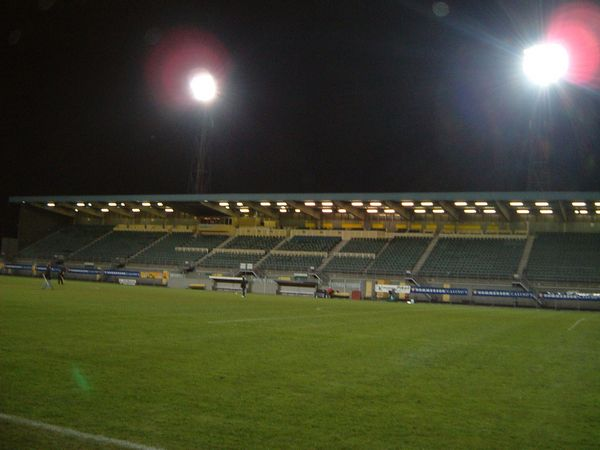
Zuidtribune

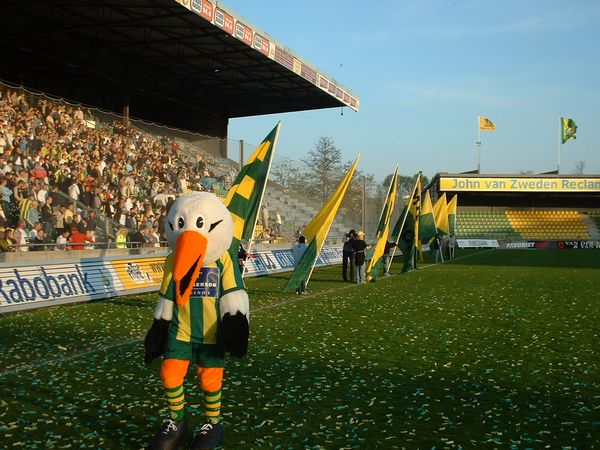
Midden-Noord

ADO heeft het grootste deel van het bestaan in het Zuiderparkstadion gespeeld: van 1925 tot en met april 2007. Daarvoor zwierf de club door de stad en speelde onder andere op het Malieveld. Daar kwam verandering in toen de Haagse gemeenteraad in de jaren 1920 besloot tot het aanleggen van een groot stadspark aan de zuidrand van de stad. De aanleg startte in 1923 en liep door tot in 1956. Een stadion voor ADO, en twee extra speelvelden, werden op 18 oktober 1925 door de Haagse wethouder Pieter Droogleever Fortuyn feestelijk geopend. De karakteristieke houten hoofdtribune dateert uit 1928. Daarnaast was er een over de hele lengte van het veld gebouwde houten staantribune aan de overkant: de aanzet tot de later zogenoemde ‘Noordtribune’. In de jaren 1930 dreigde ADO het Zuiderpark te (moeten) verlaten omdat er onenigheid was over de huur van het stadion met de Stichting Zuidersportpark. De ruzie werd echter beslecht en ADO bleef Zuiderparkbewoner.
In de Tweede Wereldoorlog werd het Zuiderpark slecht onderhouden en de bomen in het park waren slachtoffer van de zucht naar brandhout door Hagenaars. Ook houten tribuneonderdelen werden gestolen en verdwenen in de kachel. Het stelen gebeurde vaak 's nachts. Na de bevrijding lag het verwaarloosde stadion er slecht bij en renovatie was onontbeerlijk. Er was echter geen geld bij de gemeente en tussen ADO en de gemeente was onenigheid over de (toekomstige) grootte van de accommodatie. ADO wilde groeien naar een stadion voor 20.000 tot 25.000 toeschouwers, waar de gemeente niet verder wilde gaan dan vijfduizend. ADO zwichtte voor het passief gemeentelijk beleid en besloot uiteindelijk de opstallen te kopen en te renoveren. Daartoe werd 90.000 gulden uitgetrokken en het resultaat was een goed bruikbaar stadion. Op 9 november 1949 werd het vernieuwde stadion geopend tijdens een wedstrijd tegen Feyenoord.
Ook in de jaren 1950 was de wens, ook ingegeven door de opkomst van het betaald voetbal, tot een groter stadion prominent aanwezig. Vooral toen ADO eredivisionist werd, realiseerde men zich dat een groter stadion meer mensen kon trekken en de inkomsten flink kon opschroeven. Vanaf 1957 werden aan de korte kanten van het veld (de ‘Zuiderpark-zijde’ en de ‘Moerwijk’-zijde - later West- en Oosttribune) degelijke staantribunes opgetrokken. De capaciteit van het stadion steeg daarmee tot 19.000. ADO financierde veel zelf en pas later schoot de gemeente Den Haag een substantieel bedrag voor. ADO’s grootste uitbreiding ontstond doordat de Noord-tribune in 1978 voorzien werd van een stalen, overdekte opbouw over de hele lengte van het veld. Deze zittribune - die later de naam ‘Aad Mansveld-tribune’ kreeg - vergrootte de capaciteit tot 28.500. Het stadion kreeg daarmee een Engelse uitstraling: oude houten hoofdtribune, twee lagere tribunes aan de korte veldzijdes en een grote, imposante nieuwbouw aan de andere kant.
Vanaf 1970 werd het speelveld door een hoog hekwerk van de tribunes gescheiden. Dit was nodig omdat het publiek zich meer en meer negatief ging roeren en het het veld op lopen van toeschouwers schering en inslag werd. De zogenaamde ‘tankgracht’ die vele stadions thans hebben, bestond nog niet. In 1977 voltooide men de overkapping van beide tribunes aan de korte kanten. Op 3 maart 1982 werd tijdens het eredivisieduel FC Den Haag-FC Utrecht (0-1) een bom op het veld gegooid. 3 April 1982 was voor de club een zeer trieste dag. Vermoedelijk uit onvrede met de sportieve prestaties (17de plaats in de eredivisie, 1 na laatste) staken vandalen de houten hoofdtribune in brand. Omdat deze van hout was, was ze door de brandweer niet te redden en restte een smeulende puinhoop. In dit weekend werd het eredivisieduel FC Den Haag-Haarlem (0-4) gespeeld. Pas in april 1986 kon een nieuwe betonnen hoofdtribune in gebruik worden genomen nadat voorzitter Dé Stoop en de gemeente zich daartoe - ook financieel - hadden ingezet. In de hoofdtribune vonden ook een restaurant, een biljartvereniging en een dartsclub onderdak. Dit hielp bij de exploitatie. In maart 1987 begonnen toeschouwers bij FC Den Haag - Ajax (0-2) prematuur met de sloop van het stadion door het werpen van stoeptegels van de Noord- naar de Zuidtribune en vice versa. De toenmalige Haagse burgemeester Ad Havermans verbood daarna voorlopig het gebruik van de Noordtribune en de stoeptegelgooiers veroorzaakten direct een financieel probleem voor de club. Niet alleen moesten metershoge hekken worden aangeschaft en geïnstalleerd maar ook de inkomstenderving doordat de toeschouwerscapaciteit drastisch werd beperkt belastte FC Den Haag sterk. In 1988 werden alle staanplaatsen op ‘Noord’ vervangen door zitplaatsen waardoor de stadioncapaciteit werd gehalveerd. In 1993 werd ‘Noord’ officieel omgedoopt tot ‘Aad Mansveld-tribune’ als eerbetoon aan de in 1991 overleden Haagse voetballegende.
Midden jaren 1990 werd nog eenmaal in het stadion geïnvesteerd. Onder het motto en gemeentelijk project ‘Voetbaltheater’ moest voetbal ook weer toegankelijk worden voor gezinnen met kinderen. Dit concept bestond uit publieksvriendelijke maatregelen: hekken verdwenen weer en speciale gezinsvakken werden ingericht.
Het doek viel uiteindelijk om meerdere redenen voor het Zuiderpark Stadion. In positieve zin bleek een nieuw stadion een grote impuls voor de club te kunnen zijn en uitzicht te kunnen geven op een moderne bedrijfsvoering, goede publiekscontrole en sterke modernisering. In negatieve zin bleek een nieuw stadion op de emotionele locatie die het Zuiderpark voor ADO-fans is, wegens veiligheidsrisico's, financiering en onbereidwilligheid van de gemeente niet haalbaar. In 2007 ontstond weer brand in de nog niet zo oude hoofdtribune en sloopten toeschouwers op 23 april 2007 tijdens ADO's afscheidswedstrijd van het Zuiderpark-stadion vroegtijdig de inventaris. Deze laatste wedstrijd, tegen FC Groningen, zou niet worden uitgespeeld vanwege het meerdere malen bekogelen van de grensrechter met vuurwerk.

### WerkTalent Stadion

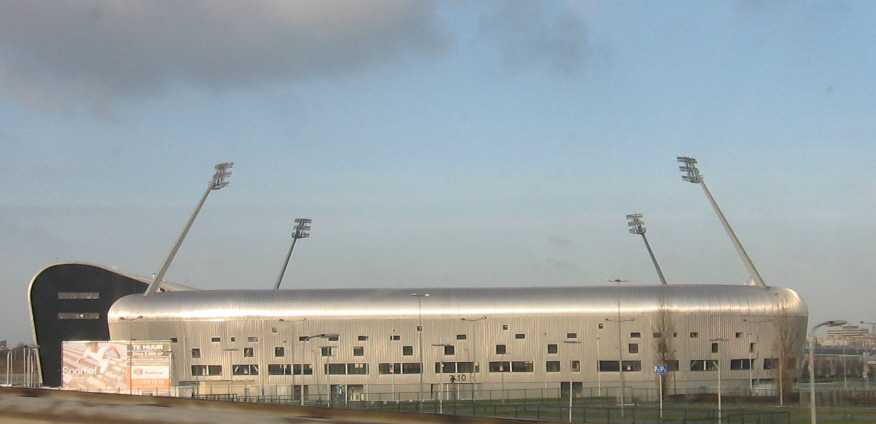
Het WerkTalent Stadion.

In Leidschenveen in het Forepark, in de buurt van het Prins Clausplein, is op 28 juli 2007 het ADO Den Haag Stadion geopend. Het nieuwe stadion bevat 15.000 zitplaatsen en kan worden uitgebreid tot 27.000 zitplaatsen. De bouwkosten bedroegen € 27.000.000. Het stadion is ontworpen door Zwarts & Jansma Architecten. Tijdens de wedstrijd ADO Den Haag tegen Sparta Rotterdam op 11 april 2009 werd het recordaantal toeschouwers behaald. 14.993 toeschouwers zagen dat ADO Den Haag in de slotfase verloor van de Rotterdammers. Dit record werd 16 oktober 2010 geëvenaard tijdens de wedstrijd ADO - Excelsior waarin de Hagenezen wonnen met 2-1. Inmiddels speelde ADO in het seizoen 2010/2011, negen keer voor een uitverkocht stadion.
Tot juni 2010 heette het stadion het ADO Den Haag Stadion. Op 21 juni werd bekendgemaakt, dat het stadion de naam van de sponsor Kyocera zou krijgen. In de volksmond werd het stadion echter nog steeds het Aad Mansveldstadion genoemd. In 2017 werd Cars Jeans de nieuwe sponsor van ADO Den Haag en kreeg het stadion ook deze naam.
Op 23 september 2012 voor de wedstrijd ADO Den Haag - AFC Ajax werd tijdens de reünie de familietribune vernoemd naar clubicoon Lex Schoenmaker. De week ervoor was ter ere van Schoenmakers 65e verjaardag de tribune al vergroot door het uitvak te verkleinen. Op 31 januari 2015, tijdens het 110-jarig jubileum, werd in het stadion het ADO Museum Den Haag geopend door burgemeester Jozias van Aartsen in aanwezigheid van onder meer de toenmalig algemeen directeur Maarten Fontein en Hui Wang, de baas van United Vansen.
In het najaar van 2019 bood het stadion ook onderdak aan de Alkmaarse voetbalclub AZ, nadat op 10 augustus 2019 het dak van het AFAS Stadion - waar deze club normaal gesproken speelt - instortte tijdens een storm. AZ speelde hier daarom in deze periode alle thuiswedstrijden met uitzondering van de wedstrijd tegen Royal Antwerp op 22 augustus 2019 in de play-off van de Europa League die in De Grolsch Veste in Enschede werd gespeeld uit vrees voor supportersrellen.
Als gevolg van de veranderagenda van de eredivisie, waartoe in 2018 werd besloten, werd het kunstgras in de zomer van 2020 uit het stadion verwijderd en vervangen door natuurgras.
In augustus 2022 werd de naam van het stadion veranderd in Bingoal Stadion, vernoemd naar de nieuwe Belgische sponsor, een aanbieder van sportweddenschappen.
Sinds de zomer van 2025 is de naam WerkTalent Stadion. ADO Den Haag en het bedrijf, gespecialiseerd in arbeidsbemiddeling in techniek, logistiek en industrie, zijn een verbintenis tot medio 2030 aangegaan.

## Sponsoren

### Shirtsponsor
- 1982-1984 Daihatsu
- 1984-1987 Hotelplan Vakanties
- 1987-1989 Corsmit Direct Marketing
- 1989-1991 Favoriet Huurplan/Lease-plus
- 1991-1992 Doe Land Doe-het-zelfmarkt
- 1993-1994 Hans Verkerk Keukens
- 1994-1999 VHS
- 1999-2000 Client Solutions
- 2000-2002 Solidium
- 2002-2005 JEB-koeriers - Hommerson Casino
- 2005-2008 DSW
- 2008-2011 Fit For Free
- 2011-2012 Kyocera
- 2012-2017 Basic Fit
- 2018-2022 Cars Jeans
- 2022-2025 Hommerson Casino
- 2025-0000 #ADOgroen

### Kledingsponsor
- 1977-1987 Adidas
- 1987-1989 Cruyff
- 1992-1999 Lotto
- 1999-2001 Wilson
- 2001-2004 Fila
- 2004-2011 Hummel
- 2011-0000 Erreà

### Andere sponsors
- Algemeen Dagblad
- Azivo Zorgverzekeraar
- HTM Personenvervoer
- Vrolijk
- Wittebrug
- TOTO
- PLV Looije
- BMW Dusseldorp
- Sir Winston Casino
- Van Heugten Tours
- Veneco
- CSU
- hero
- 21south

## Organisatie
| Naam                           | Nationaliteit    | Functie                  | Sinds |
| ------------------------------ | ---------------- | ------------------------ | ----- |
| Eigenaar                       |                  |                          |       |
| Bolt ADO Den Haag Holding LLC  | Verenigde Staten | Eigenaar                 | 2015  |
| Raad van Commissarissen        |                  |                          |       |
| Johannes Ruppert               | Duitsland        | Commissaris              | 2020  |
| Ward Swart                     | Nederland        | Commissaris              | 2018  |
| Directie                       |                  |                          |       |
| Natascha van Grinsven-Admiraal | Nederland        | Algemeen directeur       | 2023  |
| Mark Wotte                     | Nederland        | Technisch directeur a.i. | 2025  |
| Jeugdopleiding                 |                  |                          |       |
| Albert van der Dussen          | Nederland        | Hoofd Jeugdopleiding     | 2020  |
| Vereniging HFC ADO Den Haag    |                  |                          |       |
| Frans van Steenis              | Nederland        | Voorzitter               | 2020  |
| Rob Guffens                    | Nederland        | Penningmeester           | 2016  |
| Frans Leermakers               | Nederland        | Secretaris               | 2019  |

Laatste update: 15 juli 2025

## Eerste elftal

### Selectie
| Nr.           | Nat.                   | Naam                 | Sinds      | Contract   | Vorige club            |
| Doelmannen    | Doelmannen             | Doelmannen           | Doelmannen | Doelmannen | Doelmannen             |
| ------------- | ---------------------- | -------------------- | ---------- | ---------- | ---------------------- |
| 1             | Vlag van Nederland     | Hugo Wentges         | 2022       | 2025       | ASC                    |
| 23            | Vlag van Burkina Faso  | Kilian Nikiema       | 2022       | 2027       | Voorschoten '97        |
| 28            | Vlag van Nederland     | Tim Coremans         | 2023       | 2025       | Sparta Rotterdam       |
| 29            | Vlag van Nederland     | David van de Riet    | 2022       | 2025       | Blauw-Zwart            |
| Verdedigers   |                        |                      |            |            |                        |
| 2             | Vlag van Nederland     | Steven van der Sloot | 2024       | 2026       | Schalke 04             |
| 4             | Vlag van België        | Matteo Waem          | 2023       | 2026       | MVV Maastricht         |
| 5             | Vlag van Guinee        | Sekou Sylla          | 2023       | 2025       | Aalborg BK             |
| 12            | Vlag van Finland       | Taneli Hämäläinen    | 2025       | 2026       | KuPS                   |
| 15            | Vlag van Nederland     | Milan Hokke          | 2024       | huur       | Feyenoord              |
| 36            | Vlag van Nederland     | Ronny Boakye         | 2024       | ama        | Eigen jeugd            |
| 45            | Vlag van Finland       | Diogo Tomas          | 2024       | 2026       | HJK Helsinki           |
| Middenvelders |                        |                      |            |            |                        |
| 6             | Vlag van Nederland     | Kürsad Sürmeli       | 2023       | 2025       | Altınordu FK           |
| 8             | Vlag van Nederland     | Jari Vlak            | 2024       | 2027       | FC Emmen               |
| 16            | Vlag van Nederland     | Finn de Bruin        | 2024       | 2026       | Sparta Rotterdam       |
| 25            | Vlag van Finland       | Juho Kilo            | 2024       | 2026       | FC Haka Valkeakoski    |
| Aanvallers    |                        |                      |            |            |                        |
| 7             | Vlag van Nederland     | Daryl van Mieghem    | 2023       | 2025       | FC Volendam            |
| 9             | Vlag van Noord-Ierland | Lee Bonis            | 2024       | 2026       | Larne FC               |
| 10            | Vlag van Nederland     | Alex Schalk          | 2024       | 2025       | Urawa Red Diamonds     |
| 11            | Vlag van Nederland     | Evan Rottier         | 2025       | 2027       | FC Eindhoven           |
| 17            | Vlag van Zweden        | Elias Mohammad       | 2024       | 2026       | Hammarby IF            |
| 18            | Vlag van Australië     | Cameron Peupion      | 2025       | 2027       | Brighton & Hove Albion |
| 19            | Vlag van Oostenrijk    | Luka Reischl         | 2025       | 2028       | Red Bull Salzburg      |
| 20            | Vlag van Nederland     | Lorenzo Maasland     | 2024       | 2026       | Eigen jeugd            |
| 22            | Vlag van Nederland     | Dano Lourens         | 2024       | 2025       | Jong Sparta Rotterdam  |
| 32            | Vlag van Nederland     | Maikey Houwaart      | 2024       | 2025       | Eigen jeugd            |

Laatste update: 21 april 2025.

### Staf
| Functie            | Naam                  | Sinds | Contract | Vorige club    |
| ------------------ | --------------------- | ----- | -------- | -------------- |
| Hoofdtrainer       | Robin Peter           | 2025  |          |                |
| Assistent-trainers | Levi Schwiebbe        | 2023  |          |                |
| Assistent-trainers | Regilio Vrede         | 2023  | 2025     | MVV Maastricht |
| Keeperstrainer     | Kawa Hisso            | 2024  |          | Vitesse Delft  |
| Teammanager        | Falco van den Eijnden |       |          |                |

Laatste update: 6 juni 2025

## Overige elftallen

### Belofteploeg
In het seizoen 2019/20 speelden de beloften van ADO Den Haag één jaar in de derde divisie. Deze competitie werd vanwege de COVID-19-pandemie in maart 2020 geannuleerd. Het was al de bedoeling dat vanaf het seizoen 2020/21 de belofte-elftallen zouden verdwijnen uit de derde divisie. Na één jaar deelname aan de voetbalpiramide keerde ADO terug naar de reserve-competitie, die voor O21-teams wordt georganiseerd.

### Amateurs
Toen op 1 juli 1996 de amateurclub ADO met FC Den Haag tot de Haaglandse Football Club ADO Den Haag (HFC ADO Den Haag) fuseerde bleef de amateurclub bestaan. De club speelt op sportcomplex De Aftrap. De club zakte van de Eerste klasse in het seizoen 1999/00 terug naar de Vierde klasse in het seizoen 2003/04. In 2004 werd gestopt als echte amateurclub en werd de club omgevormd tot één elftal dat naast Jong ADO Den Haag dienstdoet voor talenten van de profclub om ervaring op te doen. In 2007 werd de Eerste klasse weer bereikt. Vanaf 2008 wordt het team gevormd door A-junioren, ADO onder 20. In het seizoen 2012/13 komt ADO uit in de Eerste klasse onder leiding van Wilfred van Leeuwen. In mei 2013 trok ADO het team terug uit de nacompetitie omdat er geen elftal gevormd kon worden. Hierdoor degradeerde de club verplicht naar de Tweede klasse. In 2013 besloot het bestuur van ADO Den Haag dat een amateurteam niet zinvol meer was en dat de amateurtak na het seizoen 2012/13 zou worden opgeheven.

#### Competitieresultaten amateurs 1977–2013
- 1977 9e
Vierde klasse C
- 1978 2e
Vierde klasse C
- 1979 2e
Vierde klasse A
- 1980 1e
Vierde klasse A
- 1981 2e
Derde klasse B
- 1982 1e
Derde klasse A
- 1983 1e
Tweede klasse A
- 1984 3e
Eerste klasse B
- 1985 6e
Eerste klasse B
- 1986 10e
Eerste klasse B
- 1987 7e
Eerste klasse B
- 1988 10e
Eerste klasse B
- 1989 7e
Eerste klasse B
- 1990 9e
Eerste klasse B
- 1991 3e
Tweede klasse A
- 1992 2e
Tweede klasse A
- 1993 1e
Eerste klasse B
- 1994 2e
Hoofdklasse A
- 1995 6e
Hoofdklasse A
- 1996 14e
Hoofdklasse A
- 1997 11e
Eerste klasse B
- 1998 1e
Tweede klasse C
- 1999 9e
Eerste klasse B
- 2000 11e
Eerste klasse B
- 2001 12e
Tweede klasse C
- 2002 11e
Derde klasse B
- 2003 9e
Vierde klasse E
- 2004 1e
Vierde klasse D
- 2005 1e
Derde klasse C
- 2006 6e
Tweede klasse C
- 2007 5e
Tweede klasse C
- 2008 10e
Eerste klasse B
- 2009 6e
Tweede klasse C
- 2010 5e
Tweede klasse C
- 2011 2e
Tweede klasse C
- 2012 5e
Eerste klasse B
- 2013 11e
Eerste klasse B

In elke staaf van de grafiek staat van boven naar beneden vermeld: 
- Eindnotering

Dit is de positie die de club heeft bereikt in de competitie, zonder eventuele beslissings-, play-off- of nacompetitiewedstrijden die nodig zijn geweest om bijvoorbeeld de kampioen van de competitie te bepalen.
Indien een * achter het getal staat is de notering een tussenstand en kan het zijn dat de notering niet overeenkomt met de uiteindelijke eindstand van de competitie.
Staat er een - dan is het seizoen nog bezig en is er geen definitieve uitslag bekend.
Staat er xx op de positie van de notering, dan heeft de club vroegtijdig de competitie verlaten. Dit kan onder andere komen door terugtrekking van het team, faillissement van de club of door een uitgedeelde straf van de KNVB. In veel gevallen staat elders in het artikel de reden vermeld.
Staat er een ? dan is het resultaat uit het verleden onbekend, en is alleen de competitie of het niveau bekend van dat seizoen.
In de seizoenen 2019/20 en 2020/21 werd wegens de coronacrisis het amateurvoetbal afgebroken. Daardoor kennen deze staven geen eindklassering (middels -- weergegeven).
- Competitieniveau en afdelingsletter of Officiële eindstand Eredivisie
  - Competitieniveau en afdelingsletter

Hierbij geeft het getal het niveau weer, dat ook terug te vinden is in de legenda. De letter is de afdelingsaanduiding en wordt gebruikt wanneer er meer afdelingen zijn op hetzelfde niveau. De afdelingsletter is altijd een hoofdletter en wordt meestal zonder nummer gebruikt.
Voorbeeld: 2F is niveau 2e klasse competitie F.
Het competitieniveau en nummer wordt niet vermeld wanneer er slechts één competitie van dit niveau was.
  - Officiële eindstand Eredivisie (getal staat tussen haakjes vermeld)

Sinds de introductie van play-offwedstrijden voor Europees voetbal na afloop van de reguliere competitie in 2005/06, is de KNVB verplicht een eindstand van de Eredivisie door te geven aan de UEFA aan de hand van deze play-offwedstrijden.
Bij deze eindstand staan clubs die zich hebben gekwalificeerd voor Europees voetbal hoger dan clubs die zich niet wisten te kwalificeren. Indien er geen verschil was tussen de eindnotering en de officiële eindstand, staat dit getal niet vermeld.

- Onderafdeling

Hier staat afgekort de naam van de onderafdeling indien de club in dat jaar in een onderafdeling uitkwam. Tevens staat deze afkorting in de legenda en wordt gelinkt naar het artikel over deze onderafdeling. Deze afkorting wordt alleen vermeld wanneer de club in het verleden in verschillende onderafdelingen heeft gespeeld. Deze vermelding is in de staaf altijd in kleine letters. Deze onderafdelingen zijn na het seizoen 1995/96 afgeschaft. Heeft de club in slechts één onderafdeling gespeeld, dan is dit alleen terug te vinden in de legenda.
Onder de staaf staat het jaartal vermeld waarin het seizoen is afgesloten. 15 verwijst naar het seizoen 2014/15 of eventueel het seizoen 1914/15.
Wanneer een staaf leeg is, zijn deze gegevens niet bekend. Het kan ook zijn dat de club dat seizoen niet heeft meegespeeld op het hogere amateurniveau, vroegtijdig de competitie heeft verlaten of uit de competitie is gezet.

In het seizoen 1944/45 was er wegens de Tweede Wereldoorlog geen regulier competitievoetbal.
- Hoofdklasse
- Eerste klasse
- Tweede klasse
- Derde klasse
- Vierde klasse

### Vrouwen
Vanaf het seizoen 2007/08 heeft ADO Den Haag een eigen vrouwenelftal. Het elftal komt uit in de Eredivisie voor vrouwen. Het vrouwenelftal van ADO Den Haag werd kampioen in 2012, en won de beker in 2012, 2013 en 2016. Het staat onder leiding van Alex Scholte.

## Overzichtslijsten

### Competitie

#### Competitieresultaten 1914–heden
- 1914 1e
Derde klasse C
- 1915 3e
Derde klasse
- 1916 4e
Derde klasse C
- 1917 3e
Derde klasse B
- 1918 3e
Derde klasse A
- 1919 1e
Derde klasse B
- 1920 1e
Tweede klasse C
- 1921 6e
Overgangsklasse
- 1922 7e
Overgangsklasse
- 1923 10e
Overgangsklasse
- 1924 1e
Tweede klasse A
- 1925 1e
Tweede klasse B
- 1926 2e
Tweede klasse B
- 1927 1e
Tweede klasse B
- 1928 4e
Eerste klasse
- 1929 2e
Eerste klasse
- 1930 3e
Eerste klasse
- 1931 3e
Eerste klasse
- 1932 8e
Eerste klasse
- 1933 3e
Eerste klasse
- 1934 7e
Eerste klasse
- 1935 4e
Eerste klasse
- 1936 5e
Eerste klasse
- 1937 9e
Eerste klasse
- 1938 5e
Eerste klasse
- 1939 2e
Eerste klasse
- 1940 2e
Eerste klasse
- 1941 1e
Eerste klasse
- 1942 1e
Eerste klasse
- 1943 1e
Eerste klasse
- 1944 6e
Eerste klasse
- 1945
- 1946 5e
Eerste klasse
- 1947 8e
Eerste klasse
- 1948 7e
Eerste klasse
- 1949 7e
Eerste klasse
- 1950 4e
Eerste klasse
- 1951 6e
Eerste klasse C
- 1952 10e
Eerste klasse C
- 1953 3e
Eerste klasse D
- 1954 8e
Eerste klasse D
- 1955 5e
Eerste klasse (prof) B
- 1956 12e
Hoofdklasse (prof) A
- 1957 1e
Eerste divisie A
- 1958 6e
Eredivisie
- 1959 13e
Eredivisie
- 1960 12e
Eredivisie
- 1961 11e
Eredivisie
- 1962 15e
Eredivisie
- 1963 10e
Eredivisie
- 1964 10e
Eredivisie
- 1965 3e
Eredivisie
- 1966 3e
Eredivisie
- 1967 4e
Eredivisie
- 1968 4e
Eredivisie
- 1969 6e
Eredivisie
- 1970 6e
Eredivisie
- 1971 3e
Eredivisie
- 1972 5e
Eredivisie
- 1973 5e
Eredivisie
- 1974 13e
Eredivisie
- 1975 10e
Eredivisie
- 1976 6e
Eredivisie
- 1977 10e
Eredivisie
- 1978 12e
Eredivisie
- 1979 7e
Eredivisie
- 1980 10e
Eredivisie
- 1981 14e
Eredivisie
- 1982 17e
Eredivisie
- 1983 6e
Eerste divisie
- 1984 7e
Eerste divisie
- 1985 4e
Eerste divisie
- 1986 1e
Eerste divisie
- 1987 14e
Eredivisie
- 1988 17e
Eredivisie
- 1989 2e
Eerste divisie
- 1990 10e
Eredivisie
- 1991 14e
Eredivisie
- 1992 16e
Eredivisie
- 1993 8e
Eerste divisie
- 1994 7e
Eerste divisie
- 1995 4e
Eerste divisie
- 1996 15e
Eerste divisie
- 1997 8e
Eerste divisie
- 1998 5e
Eerste divisie
- 1999 10e
Eerste divisie
- 2000 11e
Eerste divisie
- 2001 16e
Eerste divisie
- 2002 4e
Eerste divisie
- 2003 1e
Eerste divisie
- 2004 15e
Eredivisie
- 2005 14e
Eredivisie
- 2006 15e
Eredivisie
- 2007 18e
Eredivisie
- 2008 6e
Eerste divisie
- 2009 14e
Eredivisie
- 2010 15e
Eredivisie
- 2011 7e (5e)
Eredivisie
- 2012 15e
Eredivisie
- 2013 9e
Eredivisie
- 2014 9e
Eredivisie
- 2015 13e
Eredivisie
- 2016 11e
Eredivisie
- 2017 11e
Eredivisie
- 2018 7e
Eredivisie
- 2019 9e
Eredivisie
- 2020 17e
Eredivisie
- 2021 18e
Eredivisie
- 2022 4e
Eerste divisie
- 2023 12e
Eerste divisie
- 2024 5e
Eerste divisie
- 2025 4e
Eerste divisie

In elke staaf van de grafiek staat van boven naar beneden vermeld: 
- Eindnotering

Dit is de positie die de club heeft bereikt in de competitie, zonder eventuele beslissings-, play-off- of nacompetitiewedstrijden die nodig zijn geweest om bijvoorbeeld de kampioen van de competitie te bepalen.
Indien een * achter het getal staat is de notering een tussenstand en kan het zijn dat de notering niet overeenkomt met de uiteindelijke eindstand van de competitie.
Staat er een - dan is het seizoen nog bezig en is er geen definitieve uitslag bekend.
Staat er xx op de positie van de notering, dan heeft de club vroegtijdig de competitie verlaten. Dit kan onder andere komen door terugtrekking van het team, faillissement van de club of door een uitgedeelde straf van de KNVB. In veel gevallen staat elders in het artikel de reden vermeld.
Staat er een ? dan is het resultaat uit het verleden onbekend, en is alleen de competitie of het niveau bekend van dat seizoen.
In de seizoenen 2019/20 en 2020/21 werd wegens de coronacrisis het amateurvoetbal afgebroken. Daardoor kennen deze staven geen eindklassering (middels -- weergegeven).
- Competitieniveau en afdelingsletter of Officiële eindstand Eredivisie
  - Competitieniveau en afdelingsletter

Hierbij geeft het getal het niveau weer, dat ook terug te vinden is in de legenda. De letter is de afdelingsaanduiding en wordt gebruikt wanneer er meer afdelingen zijn op hetzelfde niveau. De afdelingsletter is altijd een hoofdletter en wordt meestal zonder nummer gebruikt.
Voorbeeld: 2F is niveau 2e klasse competitie F.
Het competitieniveau en nummer wordt niet vermeld wanneer er slechts één competitie van dit niveau was.
  - Officiële eindstand Eredivisie (getal staat tussen haakjes vermeld)

Sinds de introductie van play-offwedstrijden voor Europees voetbal na afloop van de reguliere competitie in 2005/06, is de KNVB verplicht een eindstand van de Eredivisie door te geven aan de UEFA aan de hand van deze play-offwedstrijden.
Bij deze eindstand staan clubs die zich hebben gekwalificeerd voor Europees voetbal hoger dan clubs die zich niet wisten te kwalificeren. Indien er geen verschil was tussen de eindnotering en de officiële eindstand, staat dit getal niet vermeld.

- Onderafdeling

Hier staat afgekort de naam van de onderafdeling indien de club in dat jaar in een onderafdeling uitkwam. Tevens staat deze afkorting in de legenda en wordt gelinkt naar het artikel over deze onderafdeling. Deze afkorting wordt alleen vermeld wanneer de club in het verleden in verschillende onderafdelingen heeft gespeeld. Deze vermelding is in de staaf altijd in kleine letters. Deze onderafdelingen zijn na het seizoen 1995/96 afgeschaft. Heeft de club in slechts één onderafdeling gespeeld, dan is dit alleen terug te vinden in de legenda.
Onder de staaf staat het jaartal vermeld waarin het seizoen is afgesloten. 15 verwijst naar het seizoen 2014/15 of eventueel het seizoen 1914/15.
Wanneer een staaf leeg is, zijn deze gegevens niet bekend. Het kan ook zijn dat de club dat seizoen niet heeft meegespeeld op het hogere amateurniveau, vroegtijdig de competitie heeft verlaten of uit de competitie is gezet.

In het seizoen 1944/45 was er wegens de Tweede Wereldoorlog geen regulier competitievoetbal.
- Hoofdklasse (prof)
- Eredivisie
- Overgangsklasse
- Eerste divisie
- Eerste klasse (prof)
- Eerste klasse
- Tweede klasse
- Derde klasse

- 1954 – 1971: ADO
- 1971 – 1976: FC Den Haag-ADO
- 1976 – 1992 en 1994 – 1996: FC Den Haag
- 1992 – 1994 en 1996 – heden: ADO Den Haag

#### Seizoensoverzichten 1954–heden
| Resultaten van ADO Den Haag sinds de toetreding in het betaald voetbal in 1954 | Resultaten van ADO Den Haag sinds de toetreding in het betaald voetbal in 1954 | Resultaten van ADO Den Haag sinds de toetreding in het betaald voetbal in 1954 | Resultaten van ADO Den Haag sinds de toetreding in het betaald voetbal in 1954 | Resultaten van ADO Den Haag sinds de toetreding in het betaald voetbal in 1954 | Resultaten van ADO Den Haag sinds de toetreding in het betaald voetbal in 1954 | Resultaten van ADO Den Haag sinds de toetreding in het betaald voetbal in 1954 | Resultaten van ADO Den Haag sinds de toetreding in het betaald voetbal in 1954 | Resultaten van ADO Den Haag sinds de toetreding in het betaald voetbal in 1954 | Resultaten van ADO Den Haag sinds de toetreding in het betaald voetbal in 1954 | Resultaten van ADO Den Haag sinds de toetreding in het betaald voetbal in 1954 | Resultaten van ADO Den Haag sinds de toetreding in het betaald voetbal in 1954 | Resultaten van ADO Den Haag sinds de toetreding in het betaald voetbal in 1954                                                                    |
| Seizoen                                                                        | Competitie                                                                     | Competitie                                                                     | Competitie                                                                     | Competitie                                                                     | Competitie                                                                     | Competitie                                                                     | Competitie                                                                     | Competitie                                                                     | Competitie                                                                     | Kwalificatie                                                                   | KNVB Beker                                                                     | Bijzonderheid |
| Seizoen                                                                        | Divisie                                                                        | GW                                                                             | W                                                                              | G                                                                              | V                                                                              | PNT                                                                            | DV                                                                             | DT                                                                             | POS                                                                            | Kwalificatie                                                                   | KNVB Beker                                                                     | Bijzonderheid |
| ------------------------------------------------------------------------------ | ------------------------------------------------------------------------------ | ------------------------------------------------------------------------------ | ------------------------------------------------------------------------------ | ------------------------------------------------------------------------------ | ------------------------------------------------------------------------------ | ------------------------------------------------------------------------------ | ------------------------------------------------------------------------------ | ------------------------------------------------------------------------------ | ------------------------------------------------------------------------------ | ------------------------------------------------------------------------------ | ------------------------------------------------------------------------------ | --- |
| 1954/55                                                                        | Eerste klasse D                                                                | 8                                                                              | 5                                                                              | 1                                                                              | 2                                                                              | 11                                                                             | 28                                                                             | 8                                                                              | 3e                                                                             | –                                                                              | Geen bekertoernooi                                                             | ADO treedt toe tot het betaald voetbal De competitie werd na de fusie van de KNVB en de NBVB niet afgemaakt. Alle teams werden opnieuw ingedeeld. |
| 1954/55                                                                        | Eerste klasse B                                                                | 26                                                                             | 10                                                                             | 6                                                                              | 10                                                                             | 26                                                                             | 48                                                                             | 43                                                                             | 5e                                                                             | Hoofdklasse                                                                    | Geen bekertoernooi                                                             | ADO treedt toe tot het betaald voetbal De competitie werd na de fusie van de KNVB en de NBVB niet afgemaakt. Alle teams werden opnieuw ingedeeld. |
| 1955/56                                                                        | Hoofdklasse B                                                                  | 34                                                                             | 12                                                                             | 8                                                                              | 14                                                                             | 32                                                                             | 59                                                                             | 62                                                                             | 12e                                                                            | Eerste divisie                                                                 | Geen bekertoernooi                                                             | |
| 1956/57                                                                        | Eerste divisie A                                                               | 30                                                                             | 20                                                                             | 7                                                                              | 3                                                                              | 47                                                                             | 89                                                                             | 35                                                                             | 1e                                                                             | –                                                                              | Kwartfinale                                                                    | – |
| 1957/58                                                                        | Eredivisie                                                                     | 34                                                                             | 14                                                                             | 7                                                                              | 13                                                                             | 35                                                                             | 68                                                                             | 56                                                                             | 6e                                                                             | –                                                                              | 4e ronde                                                                       | – |
| 1958/59                                                                        | Eredivisie                                                                     | 34                                                                             | 9                                                                              | 10                                                                             | 15                                                                             | 28                                                                             | 63                                                                             | 84                                                                             | 13e                                                                            | –                                                                              | Finalist                                                                       | – |
| 1959/60                                                                        | Eredivisie                                                                     | 34                                                                             | 13                                                                             | 5                                                                              | 16                                                                             | 31                                                                             | 62                                                                             | 68                                                                             | 12e                                                                            | –                                                                              | Geen bekertoernooi                                                             | – |
| 1960/61                                                                        | Eredivisie                                                                     | 34                                                                             | 15                                                                             | 2                                                                              | 17                                                                             | 32                                                                             | 69                                                                             | 78                                                                             | 11e                                                                            | –                                                                              | 2e ronde                                                                       | – |
| 1961/62                                                                        | Eredivisie                                                                     | 34                                                                             | 9                                                                              | 11                                                                             | 14                                                                             | 29                                                                             | 58                                                                             | 69                                                                             | 15e                                                                            | –                                                                              | 2e ronde                                                                       | – |
| 1962/63                                                                        | Eredivisie                                                                     | 30                                                                             | 9                                                                              | 10                                                                             | 11                                                                             | 28                                                                             | 41                                                                             | 36                                                                             | 10e                                                                            | –                                                                              | Finalist                                                                       | – |
| 1963/64                                                                        | Eredivisie                                                                     | 30                                                                             | 12                                                                             | 6                                                                              | 12                                                                             | 30                                                                             | 47                                                                             | 60                                                                             | 10e                                                                            | –                                                                              | Finalist                                                                       | – |
| 1964/65                                                                        | Eredivisie                                                                     | 30                                                                             | 13                                                                             | 7                                                                              | 10                                                                             | 33                                                                             | 37                                                                             | 32                                                                             | 3e                                                                             | International Football Cup                                                     | 2e ronde                                                                       | – |
| 1965/66                                                                        | Eredivisie                                                                     | 30                                                                             | 15                                                                             | 9                                                                              | 6                                                                              | 39                                                                             | 72                                                                             | 37                                                                             | 3e                                                                             | International Football Cup                                                     | Finalist                                                                       | – |
| 1966/67                                                                        | Eredivisie                                                                     | 34                                                                             | 18                                                                             | 10                                                                             | 6                                                                              | 46                                                                             | 70                                                                             | 40                                                                             | 4e                                                                             | –                                                                              | 2e ronde                                                                       | – |
| 1967/68                                                                        | Eredivisie                                                                     | 34                                                                             | 15                                                                             | 11                                                                             | 8                                                                              | 41                                                                             | 53                                                                             | 34                                                                             | 4e                                                                             | Europacup II Intertoto Cup                                                     | Winnaar                                                                        | – |
| 1968/69                                                                        | Eredivisie                                                                     | 34                                                                             | 12                                                                             | 13                                                                             | 9                                                                              | 37                                                                             | 45                                                                             | 37                                                                             | 4e                                                                             | –                                                                              | 3e ronde                                                                       | – |
| 1969/70                                                                        | Eredivisie                                                                     | 34                                                                             | 14                                                                             | 12                                                                             | 8                                                                              | 40                                                                             | 56                                                                             | 33                                                                             | 6e                                                                             | Intertoto Cup                                                                  | Kwartfinale                                                                    | – |
| 1970/71                                                                        | Eredivisie                                                                     | 34                                                                             | 21                                                                             | 8                                                                              | 5                                                                              | 50                                                                             | 62                                                                             | 27                                                                             | 3e                                                                             | UEFA Cup                                                                       | Kwartfinale                                                                    | – |
| 1971/72                                                                        | Eredivisie                                                                     | 34                                                                             | 17                                                                             | 10                                                                             | 7                                                                              | 44                                                                             | 59                                                                             | 33                                                                             | 5e                                                                             | Europacup II                                                                   | Finalist                                                                       | Naamsverandering naar FC Den Haag-ADO |
| 1972/73                                                                        | Eredivisie                                                                     | 34                                                                             | 15                                                                             | 10                                                                             | 9                                                                              | 40                                                                             | 44                                                                             | 39                                                                             | 5e                                                                             | Intertoto Cup                                                                  | Kwartfinale                                                                    | – |
| 1973/74                                                                        | Eredivisie                                                                     | 34                                                                             | 8                                                                              | 10                                                                             | 16                                                                             | 26                                                                             | 29                                                                             | 53                                                                             | 13e                                                                            | –                                                                              | 2e ronde                                                                       | – |
| 1974/75                                                                        | Eredivisie                                                                     | 34                                                                             | 7                                                                              | 16                                                                             | 11                                                                             | 30                                                                             | 33                                                                             | 42                                                                             | 10e                                                                            | Europacup II                                                                   | Winnaar                                                                        | – |
| 1975/76                                                                        | Eredivisie                                                                     | 34                                                                             | 15                                                                             | 7                                                                              | 12                                                                             | 37                                                                             | 65                                                                             | 51                                                                             | 6e                                                                             | –                                                                              | 3e ronde                                                                       | – |
| 1976/77                                                                        | Eredivisie                                                                     | 34                                                                             | 10                                                                             | 12                                                                             | 12                                                                             | 32                                                                             | 50                                                                             | 42                                                                             | 10e                                                                            | –                                                                              | Halve finale                                                                   | Naamsverandering naar FC Den Haag |
| 1977/78                                                                        | Eredivisie                                                                     | 34                                                                             | 11                                                                             | 6                                                                              | 17                                                                             | 28                                                                             | 45                                                                             | 57                                                                             | 12e                                                                            | Zomer Cup                                                                      | 2e ronde                                                                       | – |
| 1978/79                                                                        | Eredivisie                                                                     | 34                                                                             | 11                                                                             | 11                                                                             | 12                                                                             | 33                                                                             | 43                                                                             | 55                                                                             | 7e                                                                             | –                                                                              | 3e ronde                                                                       | – |
| 1979/80                                                                        | Eredivisie                                                                     | 34                                                                             | 11                                                                             | 9                                                                              | 14                                                                             | 31                                                                             | 38                                                                             | 43                                                                             | 10e                                                                            | Intertoto Cup                                                                  | Kwartfinale                                                                    | – |
| 1980/81                                                                        | Eredivisie                                                                     | 34                                                                             | 12                                                                             | 3                                                                              | 19                                                                             | 27                                                                             | 53                                                                             | 79                                                                             | 14e                                                                            | –                                                                              | 2e ronde                                                                       | – |
| 1981/82                                                                        | Eredivisie                                                                     | 34                                                                             | 4                                                                              | 5                                                                              | 25                                                                             | 13                                                                             | 29                                                                             | 82                                                                             | 17e                                                                            | Rechtstreekse degradatie                                                       | 2e ronde                                                                       | – |
| 1982/83                                                                        | Eerste divisie                                                                 | 30                                                                             | 11                                                                             | 10                                                                             | 9                                                                              | 32                                                                             | 60                                                                             | 44                                                                             | 6e                                                                             | –                                                                              | 3e ronde                                                                       | – |
| 1983/84                                                                        | Eerste divisie                                                                 | 32                                                                             | 15                                                                             | 5                                                                              | 12                                                                             | 35                                                                             | 49                                                                             | 39                                                                             | 7e                                                                             | –                                                                              | 3e ronde                                                                       | – |
| 1984/85                                                                        | Eerste divisie                                                                 | 34                                                                             | 16                                                                             | 13                                                                             | 5                                                                              | 45                                                                             | 62                                                                             | 40                                                                             | 4e                                                                             | Nacompetitie                                                                   | 2e ronde                                                                       | Promotiewedstrijden tegen De Graafschap (0–1 & 1–0), N.E.C. (1–3 & 2–3) en RKC (2–0 & 2–4)                                                        |
| 1985/86                                                                        | Eerste divisie                                                                 | 36                                                                             | 26                                                                             | 10                                                                             | 0                                                                              | 62                                                                             | 85                                                                             | 33                                                                             | 1e                                                                             | Rechtstreekse promotie                                                         | Halve finale                                                                   | – |
| 1986/87                                                                        | Eredivisie                                                                     | 34                                                                             | 8                                                                              | 12                                                                             | 14                                                                             | 28                                                                             | 46                                                                             | 64                                                                             | 15e                                                                            | Europacup II                                                                   | Finalist                                                                       | – |
| 1987/88                                                                        | Eredivisie                                                                     | 34                                                                             | 7                                                                              | 8                                                                              | 19                                                                             | 22                                                                             | 50                                                                             | 72                                                                             | 17e                                                                            | Rechtstreekse degradatie Intertoto Cup                                         | 3e ronde                                                                       | – |
| 1988/89                                                                        | Eerste divisie                                                                 | 36                                                                             | 23                                                                             | 7                                                                              | 6                                                                              | 53                                                                             | 85                                                                             | 35                                                                             | 2e                                                                             | Rechtstreekse promotie                                                         | Halve finale                                                                   | – |
| 1989/90                                                                        | Eredivisie                                                                     | 34                                                                             | 13                                                                             | 7                                                                              | 14                                                                             | 33                                                                             | 58                                                                             | 63                                                                             | 10e                                                                            | –                                                                              | 2e ronde                                                                       | – |
| 1990/91                                                                        | Eredivisie                                                                     | 34                                                                             | 10                                                                             | 8                                                                              | 16                                                                             | 28                                                                             | 40                                                                             | 60                                                                             | 14e                                                                            | –                                                                              | 3e ronde                                                                       | – |
| 1991/92                                                                        | Eredivisie                                                                     | 34                                                                             | 6                                                                              | 10                                                                             | 18                                                                             | 22                                                                             | 28                                                                             | 63                                                                             | 16e                                                                            | Nacompetitie                                                                   | 3e ronde                                                                       | Degradatiewedstrijden tegen Go Ahead Eagles (0–3 & 0–1)                                                                                           |
| 1992/93                                                                        | Eerste divisie                                                                 | 34                                                                             | 15                                                                             | 8                                                                              | 11                                                                             | 38                                                                             | 65                                                                             | 61                                                                             | 8e                                                                             | –                                                                              | 3e ronde                                                                       | Naamsverandering naar ADO Den Haag |
| 1993/94                                                                        | Eerste divisie                                                                 | 34                                                                             | 14                                                                             | 10                                                                             | 10                                                                             | 38                                                                             | 62                                                                             | 56                                                                             | 7e                                                                             | Nacompetitie                                                                   | Kwartfinale                                                                    | Promotiewedstrijden tegen AZ (1–0 & 0–4), RKC (2–1 & 0–5) en Telstar (2–1 & 0–1)                                                                  |
| 1994/95                                                                        | Eerste divisie                                                                 | 34                                                                             | 16                                                                             | 8                                                                              | 10                                                                             | 40                                                                             | 71                                                                             | 52                                                                             | 4e                                                                             | Nacompetitie                                                                   | Achtste finale                                                                 | Naamsverandering naar FC Den Haag Promotiewedstrijden tegen De Graafschap (1–0 & 1–3), Heracles '74 (5–1 & 1–2) en MVV (2–0 & 1–0)                |
| 1995/96                                                                        | Eerste divisie                                                                 | 34                                                                             | 8                                                                              | 7                                                                              | 19                                                                             | 31                                                                             | 39                                                                             | 60                                                                             | 15e                                                                            | –                                                                              | Achtste finale                                                                 | – |
| 1996/97                                                                        | Eerste divisie                                                                 | 34                                                                             | 14                                                                             | 10                                                                             | 10                                                                             | 52                                                                             | 48                                                                             | 48                                                                             | 8e                                                                             | Nacompetitie                                                                   | 1e ronde                                                                       | Naamsverandering naar ADO Den Haag Promotiewedstrijden tegen FC Emmen (0–1 & 1–1), RKC Waalwijk (1–2 & 0–4) en FC Zwolle (0–2 & 1–1)              |
| 1997/98                                                                        | Eerste divisie                                                                 | 34                                                                             | 17                                                                             | 7                                                                              | 10                                                                             | 58                                                                             | 69                                                                             | 43                                                                             | 5e                                                                             | Nacompetitie                                                                   | 2e ronde                                                                       | Promotiewedstrijden tegen Eindhoven (0–0 & 2–2), FC Emmen (2–2 & 1–1) en RKC Waalwijk (0–3 & 0–0)                                                 |
| 1998/99                                                                        | Eerste divisie                                                                 | 34                                                                             | 12                                                                             | 9                                                                              | 13                                                                             | 45                                                                             | 52                                                                             | 52                                                                             | 10e                                                                            | –                                                                              | 2e ronde                                                                       | – |
| 1999/00                                                                        | Eerste divisie                                                                 | 34                                                                             | 12                                                                             | 6                                                                              | 16                                                                             | 42                                                                             | 37                                                                             | 52                                                                             | 11e                                                                            | –                                                                              | 2e ronde                                                                       | – |
| 2000/01                                                                        | Eerste divisie                                                                 | 34                                                                             | 9                                                                              | 9                                                                              | 16                                                                             | 36                                                                             | 51                                                                             | 71                                                                             | 16e                                                                            | –                                                                              | 1e ronde                                                                       | – |
| 2001/02                                                                        | Eerste divisie                                                                 | 34                                                                             | 18                                                                             | 9                                                                              | 7                                                                              | 63                                                                             | 53                                                                             | 36                                                                             | 4e                                                                             | Nacompetitie                                                                   | 1e ronde                                                                       | Promotiewedstrijden tegen Excelsior (1–2 & 1–1), Sparta Rotterdam (3–3 & 3–1) en FC Volendam (1–2 & 4–0)                                          |
| 2002/03                                                                        | Eerste divisie                                                                 | 34                                                                             | 26                                                                             | 5                                                                              | 3                                                                              | 83                                                                             | 85                                                                             | 48                                                                             | 1e                                                                             | Rechtstreekse promotie                                                         | Achtste finale                                                                 | – |
| 2003/04                                                                        | Eredivisie                                                                     | 34                                                                             | 9                                                                              | 7                                                                              | 18                                                                             | 34                                                                             | 36                                                                             | 61                                                                             | 15e                                                                            | –                                                                              | 2e ronde                                                                       | – |
| 2004/05                                                                        | Eredivisie                                                                     | 34                                                                             | 10                                                                             | 6                                                                              | 18                                                                             | 36                                                                             | 44                                                                             | 59                                                                             | 14e                                                                            | –                                                                              | Kwartfinale                                                                    | – |
| 2005/06                                                                        | Eredivisie                                                                     | 34                                                                             | 10                                                                             | 5                                                                              | 19                                                                             | 35                                                                             | 36                                                                             | 62                                                                             | 15e                                                                            | –                                                                              | 3e ronde                                                                       | – |
| 2006/07                                                                        | Eredivisie                                                                     | 34                                                                             | 3                                                                              | 8                                                                              | 23                                                                             | 17                                                                             | 40                                                                             | 72                                                                             | 18e                                                                            | Rechtstreekse degradatie                                                       | 3e ronde                                                                       | – |
| 2007/08                                                                        | Eerste divisie                                                                 | 34                                                                             | 16                                                                             | 10                                                                             | 12                                                                             | 58                                                                             | 58                                                                             | 50                                                                             | 6e                                                                             | Play-offs om promotie                                                          | 3e ronde                                                                       | Promotiewedstrijden tegen Go Ahead Eagles (1–1 en 3–0), VVV-Venlo (1–0, 0–1 en 2–0) en RKC Waalwijk (1–1, 2–2 en 2–1)                             |
| 2008/09                                                                        | Eredivisie                                                                     | 34                                                                             | 8                                                                              | 8                                                                              | 18                                                                             | 32                                                                             | 41                                                                             | 58                                                                             | 14e                                                                            | –                                                                              | 4e ronde                                                                       | – |
| 2009/10                                                                        | Eredivisie                                                                     | 34                                                                             | 7                                                                              | 9                                                                              | 18                                                                             | 30                                                                             | 38                                                                             | 59                                                                             | 15e                                                                            | –                                                                              | 2e ronde                                                                       | – |
| 2010/11                                                                        | Eredivisie                                                                     | 34                                                                             | 16                                                                             | 6                                                                              | 12                                                                             | 54                                                                             | 63                                                                             | 55                                                                             | 5e                                                                             | Play-offs Euroea League UEFA Europa League                                     | 4e ronde                                                                       | Play-offwedstrijden tegen Roda JC Kerkrade (4–2 en 2–1) en FC Groningen (5–1 en 1–5 (w.n.s.))                                                     |
| 2011/12                                                                        | Eredivisie                                                                     | 34                                                                             | 8                                                                              | 8                                                                              | 18                                                                             | 32                                                                             | 42                                                                             | 78                                                                             | 15e                                                                            | –                                                                              | 3e ronde                                                                       | – |
| 2012/13                                                                        | Eredivisie                                                                     | 34                                                                             | 9                                                                              | 13                                                                             | 12                                                                             | 40                                                                             | 49                                                                             | 63                                                                             | 9e                                                                             | –                                                                              | 3e ronde                                                                       | – |
| 2013/14                                                                        | Eredivisie                                                                     | 34                                                                             | 12                                                                             | 7                                                                              | 15                                                                             | 43                                                                             | 45                                                                             | 64                                                                             | 9e                                                                             | –                                                                              | 3e ronde                                                                       | – |
| 2014/15                                                                        | Eredivisie                                                                     | 34                                                                             | 9                                                                              | 10                                                                             | 15                                                                             | 37                                                                             | 44                                                                             | 54                                                                             | 13e                                                                            | –                                                                              | 2e ronde                                                                       | – |
| 2015/16                                                                        | Eredivisie                                                                     | 34                                                                             | 10                                                                             | 13                                                                             | 11                                                                             | 43                                                                             | 48                                                                             | 49                                                                             | 11e                                                                            | –                                                                              | 2e ronde                                                                       | – |
| 2016/17                                                                        | Eredivisie                                                                     | 34                                                                             | 11                                                                             | 5                                                                              | 18                                                                             | 38                                                                             | 37                                                                             | 59                                                                             | 11e                                                                            | –                                                                              | Achtste finale                                                                 | – |
| 2017/18                                                                        | Eredivisie                                                                     | 34                                                                             | 13                                                                             | 8                                                                              | 13                                                                             | 47                                                                             | 45                                                                             | 53                                                                             | 7e                                                                             | Play-offs Euroea League                                                        | 1e ronde                                                                       | Play-offwedstrijden tegen Vitesse (2–5 en 1–2) |
| 2018/19                                                                        | Eredivisie                                                                     | 34                                                                             | 12                                                                             | 9                                                                              | 13                                                                             | 45                                                                             | 58                                                                             | 63                                                                             | 9e                                                                             | –                                                                              | 2e ronde                                                                       | – |
| 2019/20                                                                        | Eredivisie                                                                     | 26                                                                             | 4                                                                              | 7                                                                              | 15                                                                             | 19                                                                             | 25                                                                             | 54                                                                             | 17e                                                                            | –                                                                              | 1e ronde                                                                       | Door de coronacrisis is competitie niet afgemaakt. De tussenstand na 26 speelrondes werd de eindstand                                             |
| 2020/21                                                                        | Eredivisie                                                                     | 34                                                                             | 4                                                                              | 10                                                                             | 20                                                                             | 22                                                                             | 29                                                                             | 76                                                                             | 18e                                                                            | Rechtstreekse degradatie                                                       | Achtste finale                                                                 | – |
| 2021/22                                                                        | Eerste divisie                                                                 | 38                                                                             | 21                                                                             | 12                                                                             | 5                                                                              | 67                                                                             | 76                                                                             | 53                                                                             | 4e                                                                             | Play-offs om promotie                                                          | Achtste finale                                                                 | Promotiewedstrijden tegen NAC Breda (2–1 & 2–1), FC Eindhoven (2–1 & 2–1) en Excelsior Rotterdam (1–1 & 4–4 (v.n.s.))                             |
| 2022/23                                                                        | Eerste divisie                                                                 | 38                                                                             | 13                                                                             | 12                                                                             | 13                                                                             | 51                                                                             | 51                                                                             | 57                                                                             | 12e                                                                            | –                                                                              | Kwartfinale                                                                    | – |
| 2023/24                                                                        | Eerste divisie                                                                 | 38                                                                             | 17                                                                             | 12                                                                             | 9                                                                              | 63                                                                             | 72                                                                             | 50                                                                             | 5e                                                                             | Play-offs om promotie                                                          | Kwartfinale                                                                    | Promotiewedstrijden tegen De Graafschap (3–2 & 2–2) en Excelsior Rotterdam (1–2 & 1–7)                                                            |
| 2024/25                                                                        | Eerste divisie                                                                 | 38                                                                             | 20                                                                             | 10                                                                             | 8                                                                              | 70                                                                             | 69                                                                             | 47                                                                             | 4e                                                                             | Play-offs om promotie                                                          | 1e ronde                                                                       | Promotiewedstrijden tegen Telstar (0–2 & 0–1) |

### Europa
ADO Den Haag speelt sinds 1965 in diverse Europese competities:
- Europa League (1x)

2011/12
- Europacup II (4x)

1968/69, 1972/73, 1975/76, 1987/88
- UEFA Cup (1x)

1971/72
- Intertoto Cup (5x)

1968, 1970, 1973, 1980, 1988
- International Football Cup (2x)

1965/66, 1966/67

### Bekende en prominente (oud-)spelers
- Dick Advocaat
- Ricky van den Bergh
- Pascal Bosschaart
- Danny Buijs
- Dmitri Bulykin
- Romeo Castelen
- Timothy Derijck
- Mike van Duinen
- Edouard Duplan
- Eljero Elia
- Peter Hofstede
- Rick Hoogendorp
- Peter Houtman
- Lex Immers
- Daryl Janmaat
- Martin Jol
- John de Jong
- Richard Knopper
- Michiel Kramer
- Christian Kum
- Harry van der Laan
- Henk van Leeuwen
- Tscheu La Ling
- Aad Mansveld
- Michael Mols
- Geert den Ouden
- Sjaak Polak
- Aleksandar Ranković
- Jan-Paul Saeijs
- Lex Schoenmaker
- Ebi Smolarek
- Maurice Steijn
- Gill Swerts
- Theo Timmermans
- Jens Toornstra
- Wesley Verhoek
- Marciano Vink
- Stijn Vreven
- André Wetzel
- Robert Zwinkels

### Topscorers
- 1954/55:  Jan Verhoek (10)
- 0000000  Theo Timmermans (13)
0000000  Lex Rijnvis (13)
- 1955/56:  Lex Rijnvis (21)
- 1956/57:  Carol Schuurman (29)
- 1957/58:  Carol Schuurman (24)
- 1958/59:  Carol Schuurman (19)
- 1959/60:  Lex Rijnvis (17)
- 1960/61:  Carol Schuurman (18)
- 1961/62:  Carol Schuurman (23)
- 1962/63:  Peter Hoet (10)
- 1963/64:  Kees Aarts (15)
- 1964/65:  Kees Aarts (12)
- 1965/66:  Kees Aarts (16)
0000000  Piet van Miert (16)
- 1966/67:  Henk Houwaart (14)
0000000  Lambert Maassen (14)
- 1967/68:  Lex Schoenmaker (12)
- 1968/69:  Lex Schoenmaker (18)
- 1969/70:  Harald Berg (17)
- 1970/71:  Lex Schoenmaker (16)
- 1971/72:  Sjaak Roggeveen (13)
- 1972/73:  Harald Berg (10)
- 1973/74:  Cees Storm (7)
- 1974/75:  Henk van Leeuwen (10)
- 1975/76:  Henk van Leeuwen (16)
- 1976/77:  Henk van Leeuwen (10)
- 1977/78:  Henk van Leeuwen (15)
- 1978/79:  Simon van Vliet (6)
- 1979/80:  Lex Schoenmaker (9)
- 1980/81:  Harry Melis (15)
- 1981/82:  Nicky Morgan (6)
0000000  Bram Rontberg (6)
- 1982/83:  Bram Rontberg (23)
- 1983/84:  John Linford (21)
- 1984/85:  Huub Smeets (18)
- 1985/86:  Remco Boere (28)
- 1986/87:  Tony Morley (13)
- 1987/88:  Remco Boere (18)
- 1988/89:  Heini Otto (17)
- 1989/90:  Harry van der Laan (21)
- 1990/91:  Frans Danen (6)
0000000  Heini Otto (6)
0000000  Marcel Valk (6)
- 1991/92:  Harry van der Laan (12)
- 1992/93:  Harry van der Laan (15)
- 1993/94:  Harry van der Laan (25)
- 1994/95:  Harry van der Laan (18)
- 1995/96:  Gavin Price (11)
- 1996/97:  Gavin Price (6)
- 1997/98:  Dennis Iliohan (16)
- 1998/99:  Edgar van der Roer (11)
- 1999/00:  René Lievaart (7)
- 2000/01:  Ali Boussaboun (15)
- 2001/02:  Emiel van Eijkeren (16)
- 2002/03:  Roy Stroeve (17)
- 2003/04:  Roy Stroeve (10)
- 2004/05:  Geert den Ouden (12)
- 2005/06:  Joonas Kolkka (8)
- 2006/07:  Santi Kolk (12)
- 2007/08:  Hans van de Haar (9)
- 2008/09:  Richard Knopper (10)
- 2009/10:  Wesley Verhoek (7)
- 2010/11:  Dmitri Boelykin (21)
- 2011/12:  Lex Immers (8)
- 2012/13:  Mike van Duinen (11)
0000000  Danny Holla (11)
- 2013/14:  Mike van Duinen (8)
- 2014/15:  Michiel Kramer (17)
- 2015/16:  Mike Havenaar (16)
- 2016/17:  Mike Havenaar (9)
- 2017/18:  Bjørn Johnsen (19)
- 2018/19:  Abdenasser El Khayati (17)
- 2019/20:  Tomáš Necid (6)
- 2020/21:  Michiel Kramer (6)
- 2021/22:  Thomas Verheydt (30)
- 2022/23:  Thomas Verheydt (14)
- 2023/24:  Henk Veerman (23)
- 2024/25:  Lee Bonis (11)